# Tartaruga-comum
A tartaruga-comum (nome científico: Caretta caretta), também chamada tartaruga-marinha-comum, tartaruga-cabeçuda, tartaruga-mestiça, carebadura, careba-amarela, tartaruga-amarela, tartaruga-avó, avó-de-aruanã ou apeia, é uma espécie de tartaruga marinha pertencente à família dos queloniídeos (Cheloniidae). Habita os oceanos Atlântico, Pacífico e Índico, e o mar Mediterrâneo. Actualmente é a única espécie do género Caretta. Passa a maior parte da sua vida em habitats marinhos e estuarinos, e as fêmeas só vêm à praia para desovar. O seu potencial de reprodução é extremamente baixo; as fêmeas põem em média quatro ninhadas de ovos e posteriormente passam por um período de aquiescência no qual não põem ovos durante dois ou três anos. A tartaruga-marinha-comum atinge a maturidade sexual entre os 17 e os 33 anos e a sua expectativa de vida é de 47 a 67 anos.
As tartarugas adultas medem em média 90 centímetros de comprimento e têm um peso médio de 135 quilos, embora também se tenham registado exemplares maiores com um comprimento de até 213 centímetros e um peso de até 545 quilos. A cor da pele varia entre amarelo e castanho, e a carapaça é tipicamente castanha–avermelhada. A diferença mais notável entre fêmeas e machos é que os machos têm caudas mais grossas e carapaças mais curtas do que as fêmeas. Não existe dimorfismo sexual entre as fêmeas e machos juvenis.
É uma espécie omnívora, que se alimenta principalmente de invertebrados que vivem no leito marinho. As suas mandíbulas são grandes e poderosas e servem como uma ferramenta eficaz para desfazer as presas. As tartarugas recém-nascidas têm vários predadores e os ovos são especialmente vulneráveis aos predadores e organismos terrestres. Quando atingem a idade adulta, o seu enorme tamanho faz com que os seus predadores se limitem basicamente aos grandes animais marinhos, como os tubarões.
É considerada uma espécie em perigo de extinção pela União Internacional para a Conservação da Natureza. Os equipamentos de pesca deixados ao abandono são um dos principais factores responsáveis por numerosas mortes de tartarugas marinhas, incluindo a C. caretta. Em certos casos, também podem afogar-se quando ficam presas nas redes de arraste. Por forma a reduzir a mortalidade, são utilizados nas redes dispositivos que excluem as tartarugas marinhas das redes de pesca, o que lhes proporciona uma via de escape caso fiquem presas. A perda de praias adequadas para a desova e nidificação, e a introdução de predadores exóticos afectam consideravelmente as populações de C. caretta. Os esforços de conservação requerem a cooperação internacional, já que estas tartarugas vagueiam por vastas áreas e as praias de desova essenciais para a sua reprodução estão disseminadas por muitos países.

## Taxonomia
Lineu foi o primeiro que outorgou à espécie o seu nome binomial, Testudo caretta, em 1758. Durante os dois séculos seguintes, surgiram outros trinta e cinco nomes, entre os quais Caretta caretta sugerido por Leonhard Stejneger em 1902. A C. caretta pertence à família dos queloniídeos, que compreende todas as tartarugas marinhas, excepto a tartaruga-de-couro (Dermochelys coriacea). A classificação subespecífica atualmente reconhecida para C. caretta é objecto de debate, mas a maioria dos autores considera incluí-la numa só espécie polimórfica. Estudos de genética molecular confirmaram que existe hibridação entre C. caretta e Lepidochelys kempii (tartaruga-marinha-pequena), Eretmochelys imbricata (tartaruga-de-pente) e Chelonia mydas (tartaruga-verde). Embora não se tenha determinado o grau de hibridação natural entre elas, existem relatos duma segunda geração de híbridos, o que indica que alguns híbridos são férteis.

## Habitat
A C. careta passa a maior parte da sua vida no mar e em águas costeiras de pouca profundidade. Raramente vêm a terra, com excepção das breves visitas das fêmeas que chegam às costas para escavar os ninhos e depositar os seus ovos. Os recém-nascidos vivem em esteiras flutuantes de sargaço. Os adultos e juvenis vivem ao longo da plataforma continental e nos estuários costeiros pouco profundos. No noroeste do oceano Atlântico, a idade influi na preferência por um tipo de habitat. Os juvenis encontram-se mais frequentemente nos estuários pouco profundos e não vão muito para o alto mar em comparação com os adultos que não nidificam. Fora do período de desova, vivem em águas marinhas com temperaturas superficiais que oscilam entre 13,3 °C e 28,0 °C. Para as fêmeas receptivas as temperaturas mais apropriadas rondam os 27 °C e 28 °C.
Os juvenis partilham o seu habitat entre os sargaços com uma variedade de organismos. Os bancos flutuantes de sargaço também são o habitat de cerca de 100 espécies de animais que constituem as presas das quais as tartarugas imaturas se alimentam. Algumas das presas são insectos que são transportados pelo vento para essas zonas. As presas endémicas dos bancos de sargaço são os percebes, pequenas larvas de caranguejos, ovos de peixes e colónias de hidrozoas. Os mamíferos marinhos e peixes de espécies comerciais, tais como o atum, também habitam as esteiras.

## Distribuição
A C. careta tem uma distribuição circunglobal, ocorrendo em todas as regiões temperadas e tropicais dos Oceanos Atlântico, Pacífico e Índico. Reproduz-se numa área geográfica mais ampla em relação às outras tartarugas marinhas. No oceano Atlântico, a maior concentração reúne-se ao longo da costa sudeste da América do Norte e no golfo do México. São muito poucas as que vivem ao longo das costas atlânticas europeias e africanas. O local de desova mais frequentado é a Flórida, com mais de 67 mil ninhos por ano. As zonas de desova estendem-se pelo norte até à Virgínia, pelo sul até ao Brasil, e pelo leste até Cabo Verde. A ilhas de Cabo Verde são o único sítio de desova significativo no lado oriental do Atlântico. No Brasil, estimam-se aproximadamente 9.000 ninhos por temporada e as áreas prioritárias de desova estão localizadas no litorais norte do Rio de Janeiro, Espírito Santo e Bahia, e ao longo do litoral de Sergipe. No Atlântico a zona de alimentação estende-se desde o Canadá até ao Brasil.

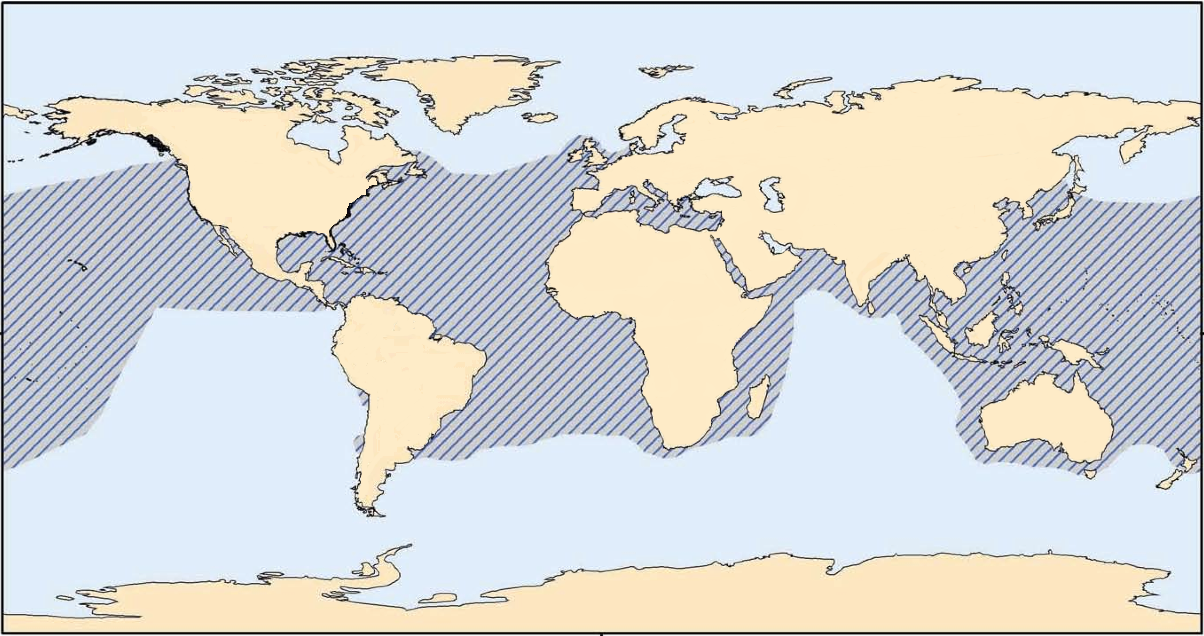
Mapa de distribuição da tartaruga-comum

No oceano Índico, a espécie procura o alimento ao longo das costas de África, da península Arábica e do mar Arábico. Na costa africana, nidifica desde o arquipélago de Bazaruto em Moçambique até ao estuário de Santa Lúcia na África do Sul O maior sítio de desova no oceano Índico é Omã, na península Arábica, que alberga por volta de 15 mil ninhos, e representa a segunda zona de desova mais importante de tartarugas-marinhas-comuns em todo o mundo. A costa da Austrália Ocidental é outra área de desova notável, com cerca de mil a dois mil ninhos por ano.
No oceano Pacífico vivem em zonas temperadas e tropicais. Alimentam-se no mar da China Oriental, no sudoeste do Pacífico e ao longo da península da Baixa Califórnia. As principais zonas de desova encontram-se no leste da Austrália e no Japão; a Grande Barreira de Coral australiana é considerada uma importante zona de desova. Ocasionalmente nidificam em Vanuatu e Toquelau. A ilha de Yakushima é a região mais importante, com três zonas de desova que são visitadas por 40% de todas as tartarugas-marinhas-comuns da região. Depois de nidificarem, as fêmeas costumam procurar alimentos no mar da China Oriental, enquanto que a zona de bifurcação da extensão da corrente de Kuroshio oferece importantes zonas alimentícias para as crias recém-nascidas e juvenis. As populações do Pacífico oriental concentram-se na costa da Baixa Califórnia, onde o afloramento oceânico cria zonas de alimentação para as tartarugas juvenis e sub-adultas. Ao longo da bacia do Pacífico oriental os sítios de desova são raros. A análise de polimorfismo de sequências de ADNmt e os estudos de seguimento indicam que 95% da população das costas do Pacífico americanas nascem nas ilhas japonesas do Pacífico ocidental. As tartarugas são transportadas pelas correntes predominantes através de todo o Pacífico norte, que constitui uma das rotas de migração mais longas entre os animais marinhos. Suspeitava-se desde há muito tempo que a viagem de regresso é feita às praias natais do Japão, apesar de terem que atravessar uma área de águas pouco férteis com poucas oportunidades para se alimentarem. A primeira prova da existência da viagem de retorno provinha de uma fêmea adulta, equipada com um dispositivo de seguimento por satélite, que registou a viagem de 14.500 km através do Pacífico desde o México em 1996, que foi o primeiro animal que foi seguido cruzando toda uma bacia oceânica.
O mar Mediterrâneo é uma creche para os juvenis, e um lugar frequentado pelos adultos na Primavera e Verão. Quase 45% da população juvenil do Mediterrâneo teve origem no oceano Atlântico. As áreas de alimentação encontram-se principalmente no mar de Alborão e no Adriático. A principal zona de desova do Mediterrâneo é a Grécia, com mais de três mil ninhos por ano. Por isso, as autoridades gregas não permitem que os aviões descolem ou aterrem durante a noite em Zacinto, por causa das tartarugas. As costas do Chipre e Turquia são também sítios de desova comuns. A tartaruga-marinha-comum foi também registada na Irlanda quando um espécime foi arrastado para a praia de Ballyhealy no condado de Wexford.

## História evolutiva
Embora faltem evidências concretas, acredita-se que as tartarugas marinhas actuais tenham provavelmente um antepassado comum que remonta ao período Cretácico. Assim como todas as outras tartarugas marinhas, excepto a tartaruga-de-couro, a tartaruga-marinha-comum pertence à antiga família dos queloniídeos que apareceu há 40 milhões de anos. Das seis espécies de Cheloniidae existentes, a tartaruga-marinha-comum está mais estreitamente relacionada com Lepidochelys kempii (tartatuga-marinha-pequena), Lepidochelys olivacea e Eretmochelys imbricata (tartaruga-de-pente) do que com a Natator depressus e Chelonia mydas (tartaruga-verde].[carece de fontes?]
Há aproximadamente três milhões de anos, durante a época do Plioceno, a América Central emergiu do mar, ligando as duas Américas e isolando as correntes marinhas que circulavam entre o Atlântico e o Pacífico. O desvio das correntes oceânicas deu lugar a mudanças climáticas e a Terra entrou num ciclo glacial. O afloramento de água fria que passa pelo cabo da Boa Esperança na África e a redução da temperatura da água no cabo de Hornos formaram barreiras de água fria que impediram a migração das tartarugas. Isto teve como resultado o isolamento completo das populações do Atlântico e do Pacífico. Durante a era glacial mais recente, as praias do sudeste da América do Norte eram demasiado frias para os ovos das tartarugas marinhas. À medida que a Terra começou a aquecer, as tartarugas-marinhas-comuns alargaram a sua área de distribuição para o norte, colonizando as suas praias. Por consequência, as tartarugas que nidificam entre a Carolina do Norte e o norte da Flórida representam uma população geneticamente diferente das do sul da Flórida.
As diferentes populações de tartarugas-marinhas-comuns possuem diferenças genéticas e características únicas. Por exemplo, as do Mediterrâneo são mais pequenas, em média, do que as do oceano Atlântico. As do Atlântico Norte e do Mediterrâneo são descendentes de colonizadores originários de Maputalândia na África do Sul, e os genes destes colonizadores sul-africanos ainda estão presentes nas populações actuais.

## Anatomia e morfologia
A tartaruga-marinha-comum é a maior tartaruga do mundo com carapaça ou concha rígida (a tartaruga de couro é maior mas não tem uma carapaça dura). Os adultos apresentam um peso médio entre 80 e 200 quilos e um comprimento de 70 a 95 centímetros. O peso máximo registado é de 545 quilos e o comprimento máximo da carapaça de 213 centímetros. A cabeça e a parte superior da carapaça (espaldar) tem uma cor que pode variar desde o amarelo alaranjado ao castanho avermelhado, enquanto que o plastrão (parte inferior) é geralmente de tom amarelo claro. O pescoço e os costados da tartaruga são de tom castanho na parte superior e amarelo nos lados e parte inferior.
A carapaça serve como armadura exterior, embora estas tartarugas não possam retrair as suas cabeças ou patas nela. Divide-se em duas secções: a parte superior ou espaldar e a parte inferior ou plastrão. A carapaça é constituída por grandes placas ou escudos. Geralmente, possui 11 ou 12 pares de escudos marginais que beiram a carapaça. Pela linha média do espaldar existem cinco escudos vertebrais, os quais estão ladeados por cinco pares de escudos dorsais. O escudo nucal situa-se na base da cabeça. O espaldar conecta-se com o plastrão por meio de três pares de escudos inframarginais. O plastrão tem pares de escudos gulares, humerais, peitorais, abdominais, femorais e anais.
O dimorfismo sexual da tartaruga-comum só é visível nos adultos. Os machos adultos têm caudas e unhas mais compridas do que as fêmeas. O plastrão dos machos é mais curto do que o das fêmeas, presumivelmente para acomodar a cauda maior dos machos. A carapaça dos machos é mais larga e menos curvada do que a das fêmeas e a cabeça dos machos costuma ser maior. Não é possível determinar o sexo dos juvenis e subadultos pela sua anatomia externa, senão por meio da dissecação, laparoscopia abdominal, exame histológico (anatomia celular), e testes radioimunológicos (estudo imunológico com marcação isotópica).
As glândulas lacrimais que se encontram por detrás de cada olho permitem manter um equilíbrio osmótico ao eliminar o excesso de sal obtido pela ingestão de água do mar. Em terra, a excreção do excesso de sal dá a falsa impressão de que a tartaruga está a chorar.

## Ecologia e comportamento

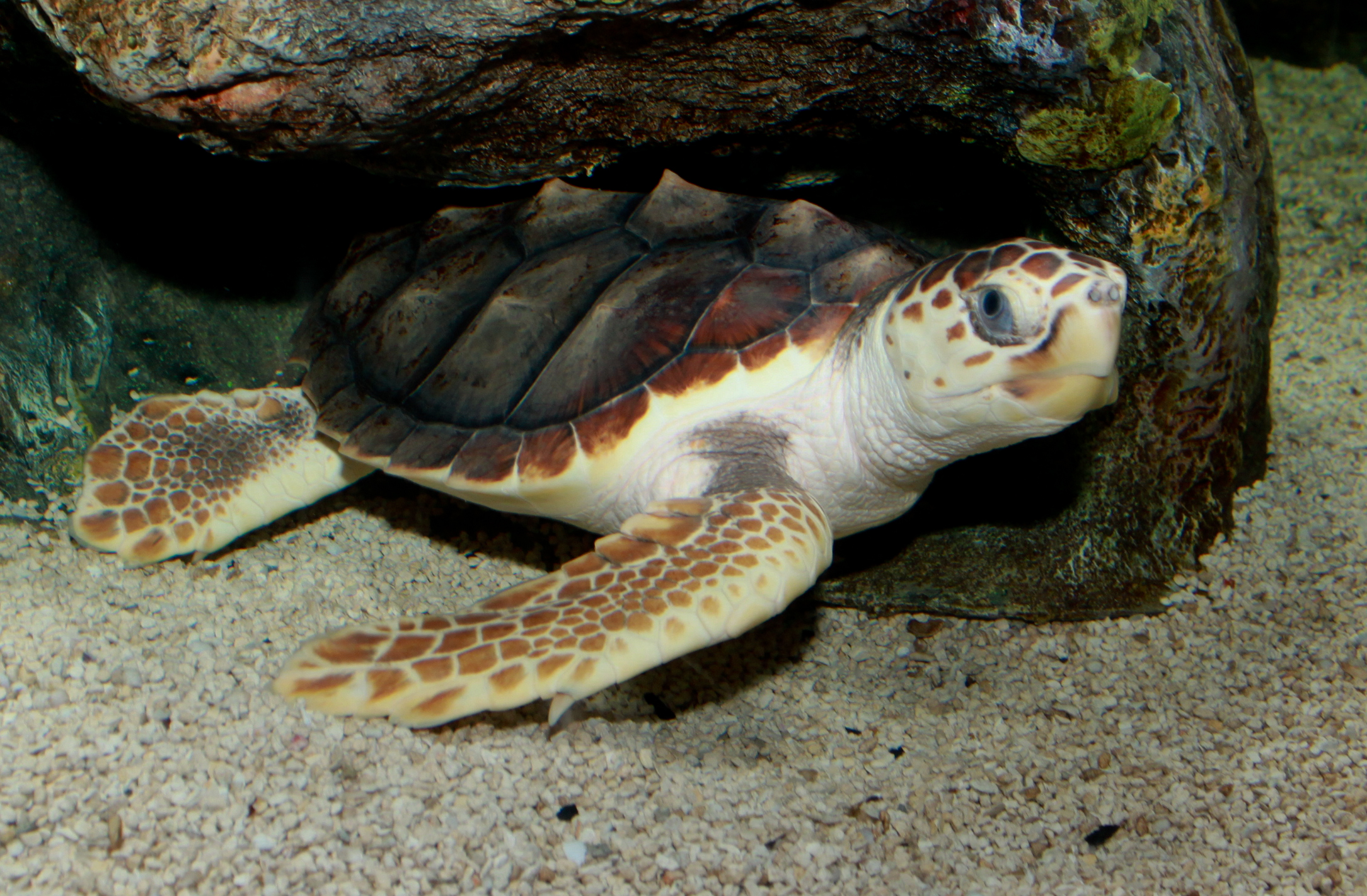
Tartaruga-comum em repouso

As tartarugas-marinhas-comuns observadas tanto em cativeiro como na natureza são mais activas durante o dia. Em cativeiro, as actividades quotidianas consistem em nadar e descansar no fundo do aquário. Durante o descanso, estende as suas patas dianteiras até a posição média de nado (bracejo). Permanecem imóveis, com os olhos abertos ou meio fechados e encontram-se em alerta máximo quando estão nesse estado. De noite, os indivíduos em cativeiro dormem na mesma posição, mas com os olhos bem fechados, e demoram a reagir. Passam até o 85% do dia submersos, e os machos mergulham mais activamente do que as fêmeas. A duração média das imersões varia entre 15 a 30 minutos, mas podem permanecer debaixo de água por até quatro horas.  Os juvenis e adultos têm diferentes métodos de natação. Os juvenis mantêm as suas extremidades anteriores pressionadas para os lados da carapaça, e impulsionam-se batendo os seus membros traseiros. À medida que os juvenis amadurecem, este método de natação é progressivamente substituído pelo método de alternância das extremidades praticado pelos adultos, e dependem completamente deste método de natação ao atingirem um ano de idade.
A temperatura da água afecta ao metabolismo das tartarugas marinhas. As temperaturas entre 13 e 15 °C induzem letargia. Quando a temperatura baixa para aproximadamente 10 °C, a tartaruga adopta uma postura flutuante, atordoada pelo frio. Entretanto, os juvenis são mais resistentes ao frio e não ficam atordoados antes de as temperaturas baixarem até aos 9 °C. A migração faz com que evitem a exposição ao frio. Quando as temperaturas da água são mais elevadas provocam um aumento do metabolismo e ritmo cardíaco. A temperatura do corpo aumenta mais facilmente em águas mais quentes do que diminui em águas mais frias; actualmente desconhece-se a sua máxima térmica crítica.
Embora a agressão entre fêmeas seja muito rara nos vertebrados marinhos, nestas tartarugas este comportamento é bastante comum. O ritual de confronto varia desde uma postura de ameaça passiva ao combate propriamente dito. O conflito entre fêmeas é provocado principalmente pela disputa das zonas de alimentação. A escalada do conflito normalmente segue quatro etapas. Inicialmente, o primeiro contacto é estimulado por sinais visuais ou tácteis. Na segunda fase, dá-se a confrontação, começando com confrontos passivos caracterizados por movimentos circulares amplos. A confrontação mais agressiva dá-se quando uma das tartarugas deixa de circular e faz frente directamente ao seu adversário. Na terceira fase, inicia-se o combate quando as tartarugas mordem as mandíbulas do adversário. A etapa final implica a separação, que pode ser mútua, com ambas as tartarugas nadando em direcções opostas, ou consistir em que uma das tartarugas acabe por ser perseguida até à saída da zona disputada. A escala do conflito é determinada por vários factores, como os níveis hormonais, o desgaste físico, a previsibilidade do resultado final e a importância do sítio. Em cada etapa, a posição vertical da cauda indica a vontade de entrar em conflito se assim for necessário, enquanto que a cauda enroscada mostra a predisposição de se submeter. Como a agressividade implica um elevado custo metabólico e é potencialmente debilitante, é bem mais provável que o conflito só se intensifique se estiver em jogo o acesso a boas zonas de alimentação. As agressões também pode ser observadas em cativeiro. Aparentemente as tartarugas são animais territoriais, e apresentam um comportamento agressivo face a outras tartarugas da sua espécie ou mesmo doutras espécies.

### Predadores

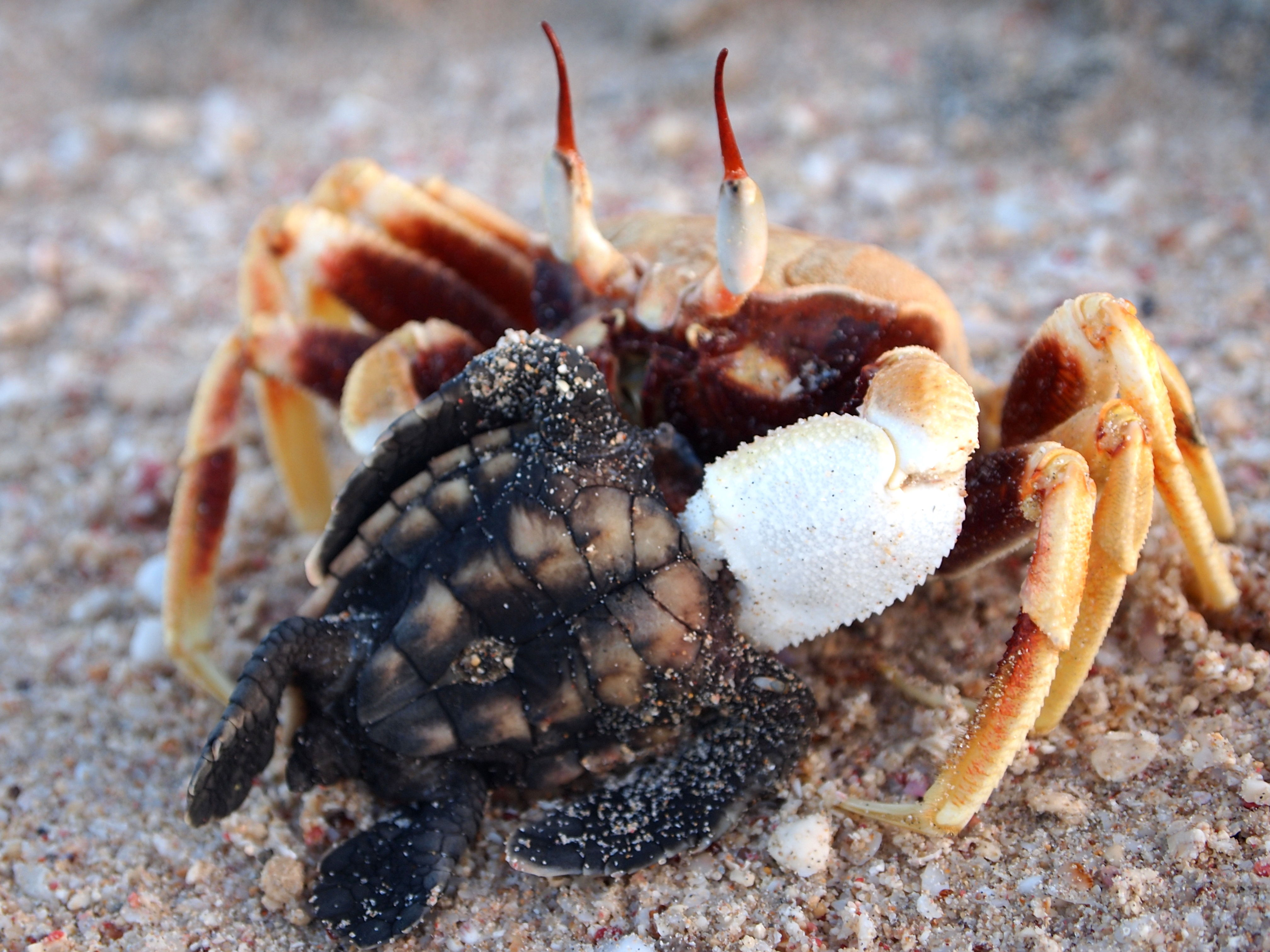
Um caranguejo-fantasma (Ocypode ceratophthalma) caçando uma cria de tartaruga-comum em Gnaraloo, Austrália Ocidental. Os caranguejos-fantasmas são uma das principais causas de morte das crias e ovos de tartarugas marinhas.

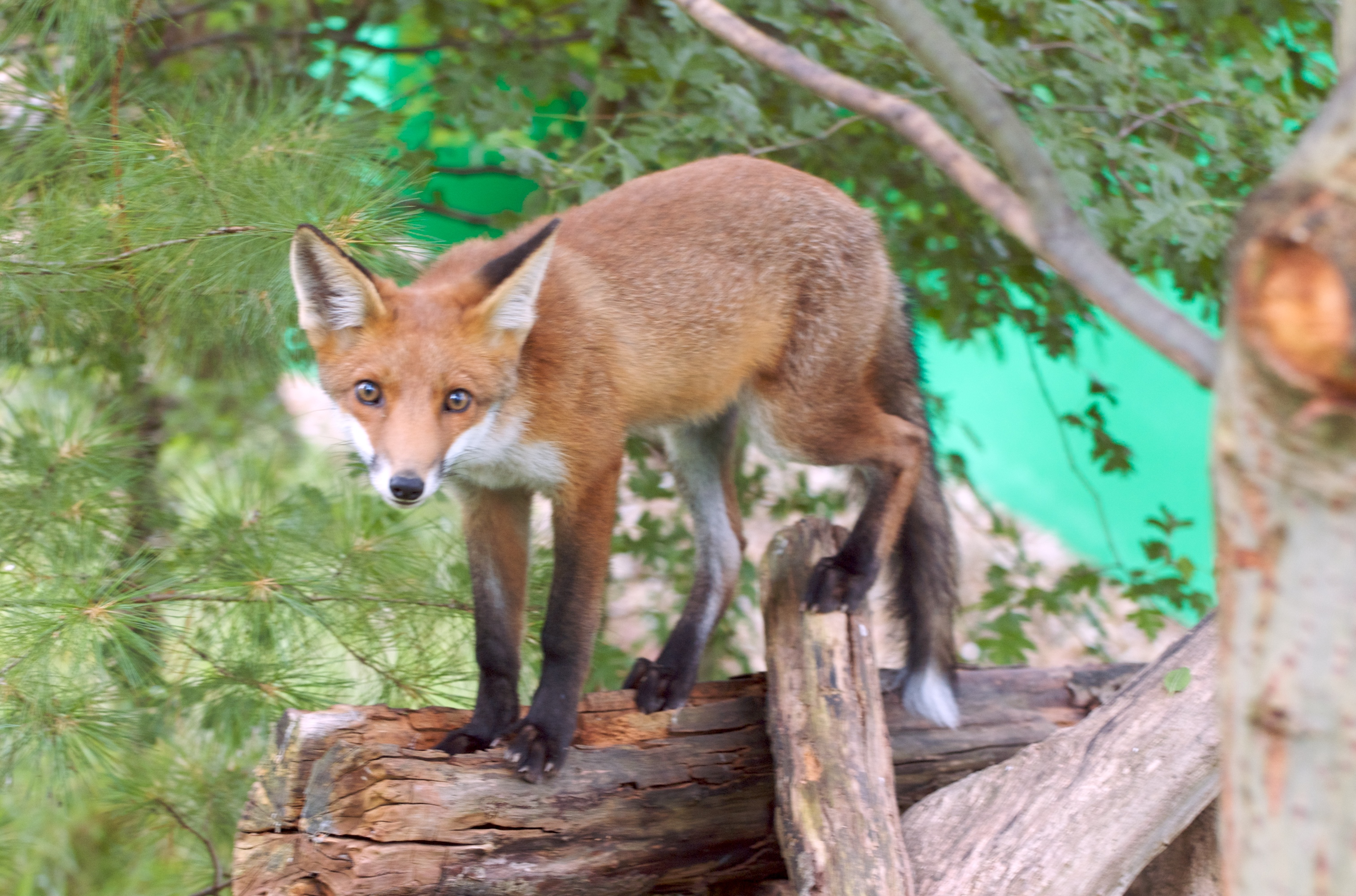
A raposa é um dos predadores que ataca os ninhos de tartarugas-marinhas-comuns na Austrália

A tartaruga-marinha-comum tem vários predadores, especialmente nos primeiros anos de vida. Entre os predadores de ovos e de recém-nascidos estão vermes oligoquetas, escaravelhos, larvas de moscas, formigas, larvas da vespa parasitaria, moscas da carne, caranguejos, patos, serpentes, gaivotas, córvidos, sarigueias, ursos, ratos, armadilhos (clamiforídeos e dasipodídeos), mustelídeos, doninhas fedorentas, canídeos, procionídeos, gatos, porcos e seres humanos. Durante a migração dos ninhos até ao mar, as crias são capturadas por caranguejos, sapos, lagartos, serpentes, aves como fregatas e outras, e mamíferos. No oceano, os predadores das crias acabadas de nascer são essencialmente peixes, como os peixes-papagaio e moreias, e caranguejos portunídeos Raramente os adultos são atacados devido ao seu tamanho, no entanto podem ser presas de tubarões, pinípedes, e orcas. Cerca de 40% das fêmeas que aninham possuem ferimentos que foram provavelmente causados por ataques de tubarão. As fêmeas que desovam são atacadas por moscas da carne, cães selvagens e seres humanos. Os mosquitos dos pântanos salgados também podem incomodar a fêmeas durante a desova.
Na Austrália, a introdução da raposa (Vulpes vulpes) pelos colonizadores ingleses no século XIX, deu lugar a uma redução significativa das populações de tartaruga-comum. Durante a década de 1970, a predação de ovos de tartaruga destruiu cerca de 95% de todos ninhos numa secção costeira do leste da Austrália. Tamanho impacto foi possível ser reduzido por meio duma campanha que visou eliminar as raposas nas décadas de 1980 e 1990. Entretanto, estima-se que apenas em 2020 as população conseguiriam recuperar-se por completo das drásticas perdas sofridas.
Ao longo da costa sudeste dos Estados Unidos, o mapache (Procyon lotor) é o predador mais devastador dos sítios de nidificação. Em algumas praias da Flórida registaram-se taxas de mortalidade de quase 100% de todas as ninhadas numa só temporada. Isto deve-se ao aumento das populações de mapache, que floresceram nos meios urbanos. Os esforços para proteger os sítios de nidificação isolando-os com uma rede metálica reduziram significativamente o impacto dos predadores de ovos de tartarugas marinhas por parte dos mapaches. Em Bald Head Island na Carolina do Norte, utilizaram-se caixas de malha de arame para cobrir os ninhos e evitar que sejam escavados por raposas e outros predadores. Uma nova preocupação associada com o uso de protecções com materiais de aço é a interferência com o desenvolvimento normal do sentido de percepção magnética dos recém-nascidos devido à utilização de arames ferrosos, que pode perturbar a capacidade das tartarugas de navegar correctamente. Estão a realizar-se esforços para encontrar um material que não seja magnético mas que por sua vez permita evitar que os predadores roam a barreira.[carece de fontes?]

### Doenças e parasitas
As crias e os ovos podem ser afectadas por bactérias infecciosas como Pseudomonas e Salmonella. Os fungos como Penicillium infectam os ninhos e a traqueia destas tartarugas. A doença vírica fibropapilomatose, causada por um herpesvírus, pode originar tumores internos e externos. Estes tumores afectam aos comportamentos essenciais do animal e podem causar cegueira permanente quando afectam os olhos. Os trematodas da família dos espirorquiídeos (Spirorchiidae) podem habitar nos tecidos do corpo da tartaruga-marinha-comum, incluindo órgãos vitais como o coração e o cérebro. A infecção de trematodas pode ser muito debilitante, e as lesões inflamatórias por trematodas podem, por exemplo, causar endocardite e doenças neurológicas. O nematódeo Angiostoma carettae também pode afectar esta tartaruga, causando lesões histológicas no trato respiratório. Mais de 100 espécies de animais de 13 filos e 37 tipos de algas vivem agarrados ao dorso da carapaça desta tartaruga. Estes organismos parasitários aumentam a fricção com a água, e não oferecem nenhum benefício conhecido para a tartaruga, embora melhorem a sua camuflagem.

### Alimentação

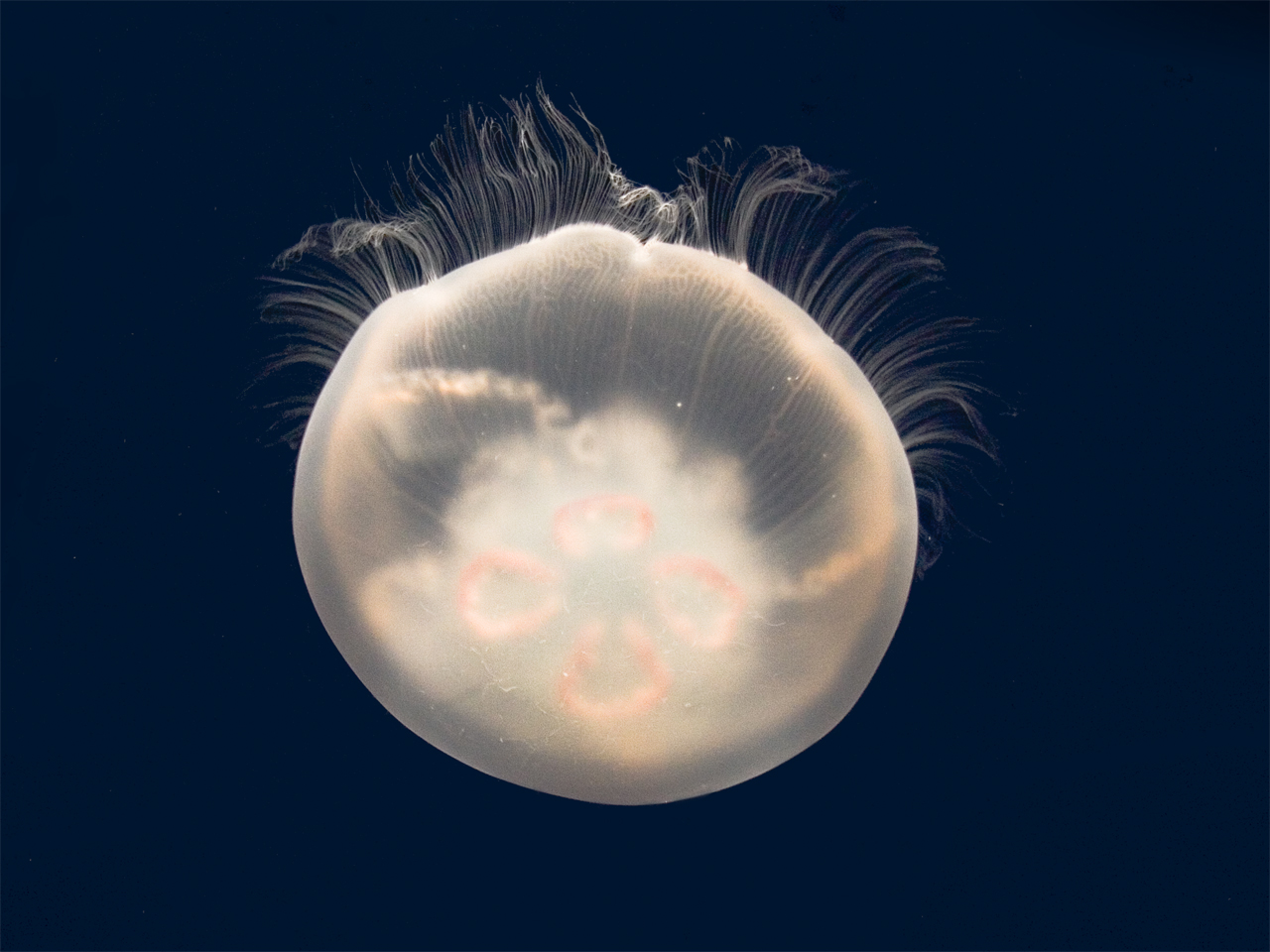
Uma medusa Aurelia adulta, uma das presas de C. caretta durante a migração pelo mar aberto

São tartarugas omnívoras, que se alimentam principalmente de invertebrados do leito marinho, como gastrópodes, bivalvos e decápodes. É a tartaruga marinha que tem um maior número de presas conhecidas. Outros alimentos incluem esponjas, corais, penatuláceos, vermes poliquetos, anêmonas do mar, cefalópodes, percebes, braquiópodes, isópodos, insectos, briozoas, ouriços Clypeasteroidea, pepinos-do-mar, estrelas-do-mar, peixes (ovos, juvenis e adultos), tartarugas recém-nascidas (mesmo que sejam membros da sua própria espécie), algas e plantas vasculares. Durante a migração por mar aberto, alimentam-se de medusas, moluscos flutuantes, ovos flutuantes, lulas e peixes-voadores.
As suas mandíbulas são grandes e poderosas e servem como uma ferramenta eficaz para desfazer as suas presas. Estas extensões que sobressaem da margem anterior do antebraço permitem a manipulação dos alimentos, e podem ser utilizadas como "pseudo-garras" para arrancar grandes pedaços de comida na boca da tartaruga. A tartaruga vai rodando o pescoço para se alimentar ao rasgar os pedaços com essas escamas com forma de espigão. Na região dianteira do esófago existem umas papilas cobertas de muco que apontam para o interior e que servem para filtrar corpos estranhos, tais como anzóis. A seguinte região do esófago não tem papilas, mas vários pregas mucosas. A eficiente e rápida digestão depende da temperatura, e aumenta à medida que a temperatura sobe.

## Ciclo de vida

### Primeiros anos

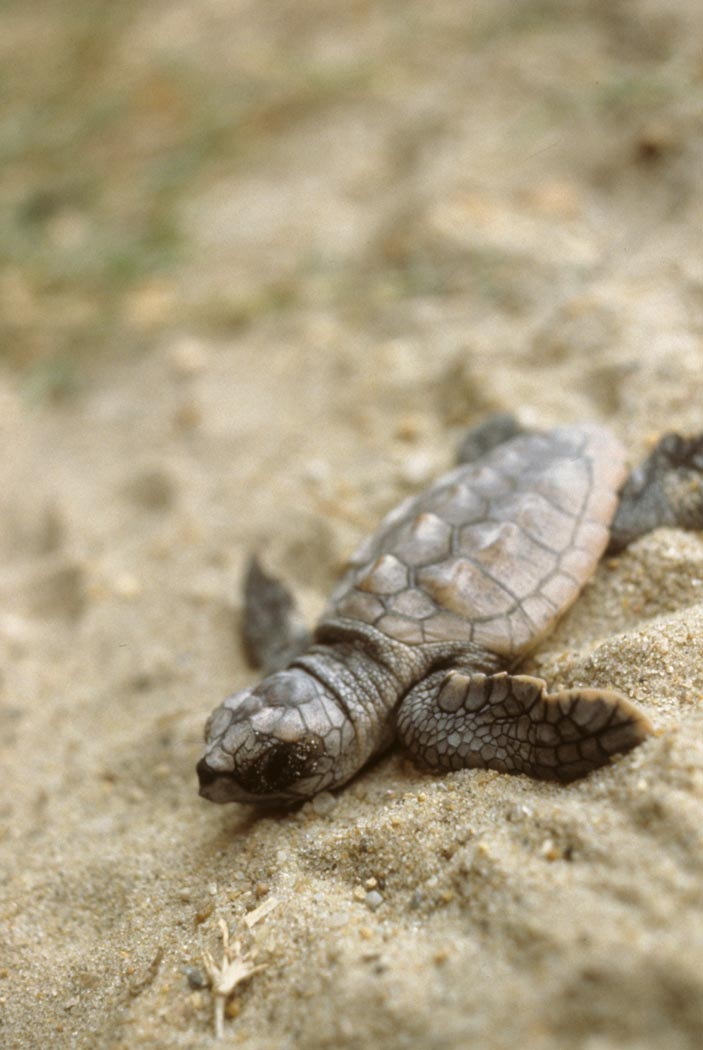
Cria que caminha em direção ao mar

A cor das crias varia de castanho claro a quase preto, e não possuem os característicos tons amarelos e vermelhos dos adultos. Ao nascerem, medem aproximadamente 4,6centímetros e pesam cerca de 20 g. Os ovos são depositados na praia numa zona acima da linha da maré alta. Os ovos são depositados perto da água, para que as crias possam retornar facilmente ao mar. O sexo das criações é determinado pela temperatura do ninho soterrado. As temperaturas de incubação geralmente oscilam entre os 26 °C e os 32 °C. Os ovos de tartarugas marinhas que se mantêm a uma temperatura de incubação constante de 32 °C convertem-se em fêmeas. Os ovos que incubam a 28 °C convertem-se em machos. Uma temperatura de incubação de 30 °C tem como resultado uma proporção igual de crias machos e fêmeas. As crias dos ovos do centro do ninho tendem a ser mais grandes, crescem mais rapidamente, e são as mais activas durante os primeiros dias de vida marinha.
A incubação dura por volta de oitenta dias, período após o qual as criações escavam através da areia para alcançar a superfície. Geralmente isto ocorre durante a noite, uma vez que a escuridão aumenta a probabilidade de escaparem aos predadores e evitar as temperaturas extremas na superfície da areia durante o dia. As crias dirigem-se para o oceano, caminhando para o horizonte mais brilhante criado pelo reflexo das estrelas e da lua sobre a superfície da água.
Os recém-nascidos podem perder até 20% da sua massa corporal devido à evaporação de água durante o trajecto do ninho para mar. Antes de chegarem à água utilizam inicialmente a ressaca das ondas para avançar de cinco a dez metros para o mar. Uma vez no mar, nadam durante umas 20 horas para se afastar da costa. No seu cérebro têm um composto de ferro (magnetita) que permite que as tartarugas percebam o campo magnético da Terra para nadar. Muitas crias utilizam as camadas de algas Sargassum no oceano aberto como protecção até que alcancem um comprimento de aproximadamente 45 centímetros. Habitam neste ambiente pelágico até atingirem a idade juvenil, e então migram para águas próximas à costa.

### Maturação

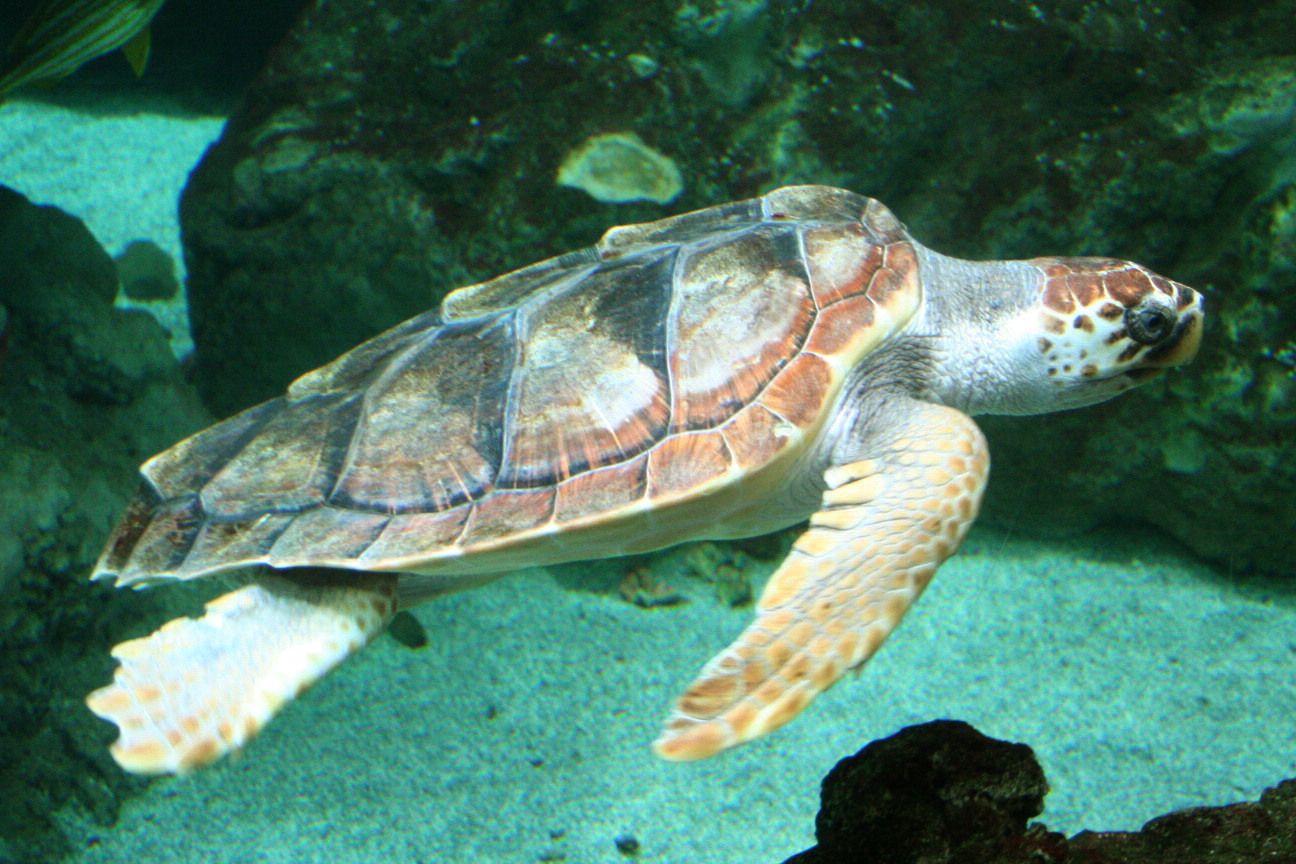
tartaruga-marinha-comum adulta num recife

Quando as águas do oceano resfriam, estas tartarugas têm que migrar para zonas mais quentes. Também podem hibernar até certo ponto; nos meses mais frios mergulham por cerca de sete horas seguidas, emergindo durante apenas sete minutos para respirar. Embora as tartarugas de água doce consigam superar este tempo, estas são algumas das imersões mais longas registadas em qualquer vertebrado marinho que respire ar. Durante a sua migração sazonal, os juvenis têm a capacidade de percorrer longas distâncias utilizando-se de sinais magnéticos e visuais para se orientarem. Durante a migração, as tartarugas nadam a uma velocidade de aproximadamente 1,6 km/h.
Como todas as tartarugas marinhas, a tartaruga-marinha-comum prepara-se para a reprodução na sua zona de alimentação. Isto ocorre vários anos antes de migrarem para uma zona de acasalamento. No sudeste dos Estados Unidos e na Austrália as fêmeas reproduzem-se pela primeira vez entre os 28 e 33 anos; na África do sul isto ocorre entre os 17 e 30 anos. Desconhece-se a idade de reprodução no Mediterrâneo, Omã, no Japão e no Brasil. As tartarugas-marinhas-comuns que nidificam têm uma carapaça com um comprimento recto de 70 a 109 centímetros. Devido à ampla variação, o comprimento da carapaça não é um indicador fiável da maturidade sexual. A sua esperança de vida máxima ronda os 47 e 67 anos em estado selvagem.

### Reprodução

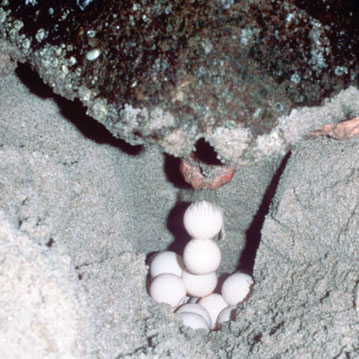
Desova

As fêmeas reproduzem-se pela primeira vez entre os 17 e 33 anos, e o seu período de acasalamento dura até seis semanas. Embora o comportamento de cortejo não tenha sido ainda analisado a fundo, o dos machos envolve comportamentos como acariciar com o focinho, morder, e mover a cabeça e as barbatanas. Alguns estudos indicam que as fêmeas produzem feromonas cloacais para indicar a receptividade reprodutiva. Antes do acasalamento, o macho achega-se à fêmea que costuma resistir às suas primeiras tentativas de montá-la. Em seguida, o macho e a fêmea começam às voltas ao redor um do outro. Se a fêmea tiver mais do que um pretendente, esta pode deixar que os machos lutem entre eles. O vencedor monta a fêmea, processo durante o qual as unhas curvadas do macho costumam danificar a superfície dorsal da fêmea. Enquanto que o macho tenta copular, os outros tendem a mordê-lo, lesando as suas barbatanas e cauda, por vezes chega ao ponto de os ossos ficarem expostos. Estas lesões podem obrigar o macho a desmontar a fêmea e o processo de cura pode demorar semanas.
Durante o período de nidificação, as fêmeas realizam uma média de 3,9 desovas, e então passam por um período de aquiescência no qual não produzem ovos durante dois ou três anos. Diferentemente doutras tartarugas marinhas, o cortejo e o acasalamento costuma ocorrer longe da costa, perto das rotas migratórias entre as zonas de alimentação e de reprodução. Evidências recentes indicam que a ovulação das fêmeas é induzida pelo acasalamento. Por meio do acto de acasalamento, a fêmea ovula e os ovos são fecundados pelo macho. Isto é um fenómeno muito especial, uma vez que a ovulação induzida pelo acasalamento é rara em animais não mamíferos. No Mediterrâneo o período de acasalamento tem lugar entre finais de Março e princípios de Junho. O período de desova ocorre entre os meses de Junho e Julho, mas pode variar conforme a praia de nidificação.

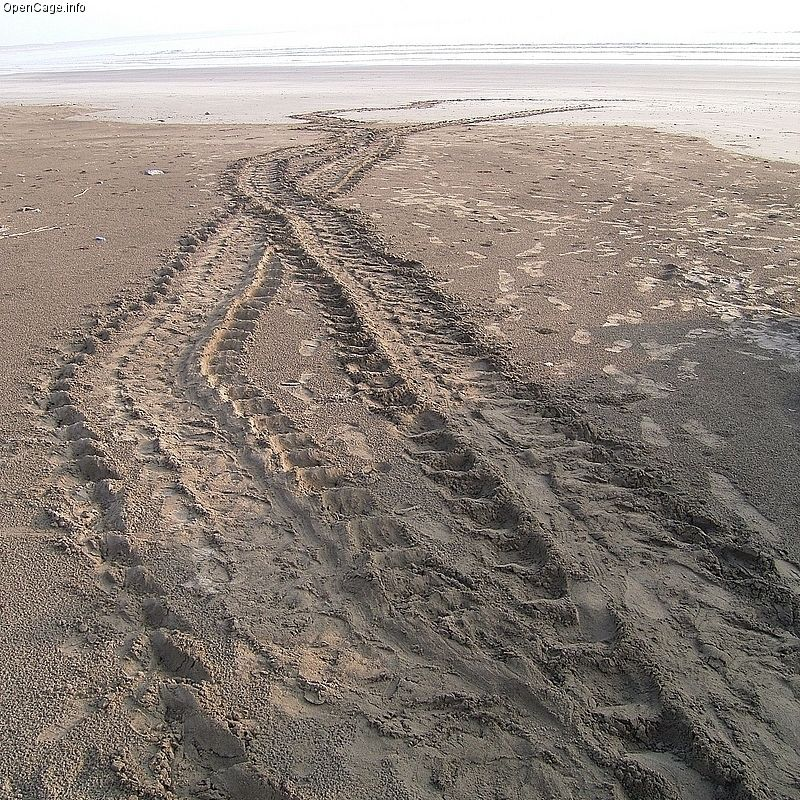
Pegadas deixadas na praia pela tartaruga-marinha-comum

A ninhada da tartaruga-marinha-comum pode ter paternidade múltipla. A fêmea tem a capacidade de armazenar o esperma de vários machos nos seus ovidutos até a ovulação. Cada ninhada pode ter até cinco pais diferentes, cada um dos quais contribui com esperma a uma parte da ninhada. O tamanho da fêmea tem uma correlação positiva com a paternidade múltipla. Existem duas hipóteses para explicar esta correlação. Uma postula que os machos preferem fêmeas grandes pela sua percepção de que têm uma maior fertilidade. A outra hipótese defende que as fêmeas maiores são capazes de nadar mais rápido até às zonas de reprodução, e portanto têm períodos de acasalamento mais longos.
Todas as tartarugas marinhas são parecidas no seu comportamento básico de nidificação. Durante a temporada de desova, a fêmea volta à praia onde nasceu para pôr ovos em intervalos de 12 a 17 dias. Estas saem da água, sobem à praia, e remove a areia superficial para formar uma depressão com o tamanho do seu corpo. Com as suas patas traseiras, escavam um buraco onde depositam os ovos. Após depositarem os ovos na câmara tapam o buraco com areia, e finalmente regressam ao mar. Este processo demora cerca de uma ou duas horas, e decorre nas zonas de areia abertas ou na parte superior das dunas de areia. A selecção da zona de nidificação é importante, uma vez que influi nos resultados da ninhada, tais como a condição física das crias, a proporção de crias que consegue emergir da areia, e a vulnerabilidade ante os predadores dos ninhos. A média de ovos em cada desova das tartarugas-marinhas-comuns é de 70.

## Conservação
São várias as actividades humanas que acarretam efeitos negativos sobre as populações de tartarugas-marinhas-comuns. O problema agrava-se pelo tempo prolongado necessário para que alcancem a maturidade sexual e as altas taxas de mortalidade dos ovos, recém-nascidos e juvenis face aos predadores e fenómenos naturais.

### Ameaças

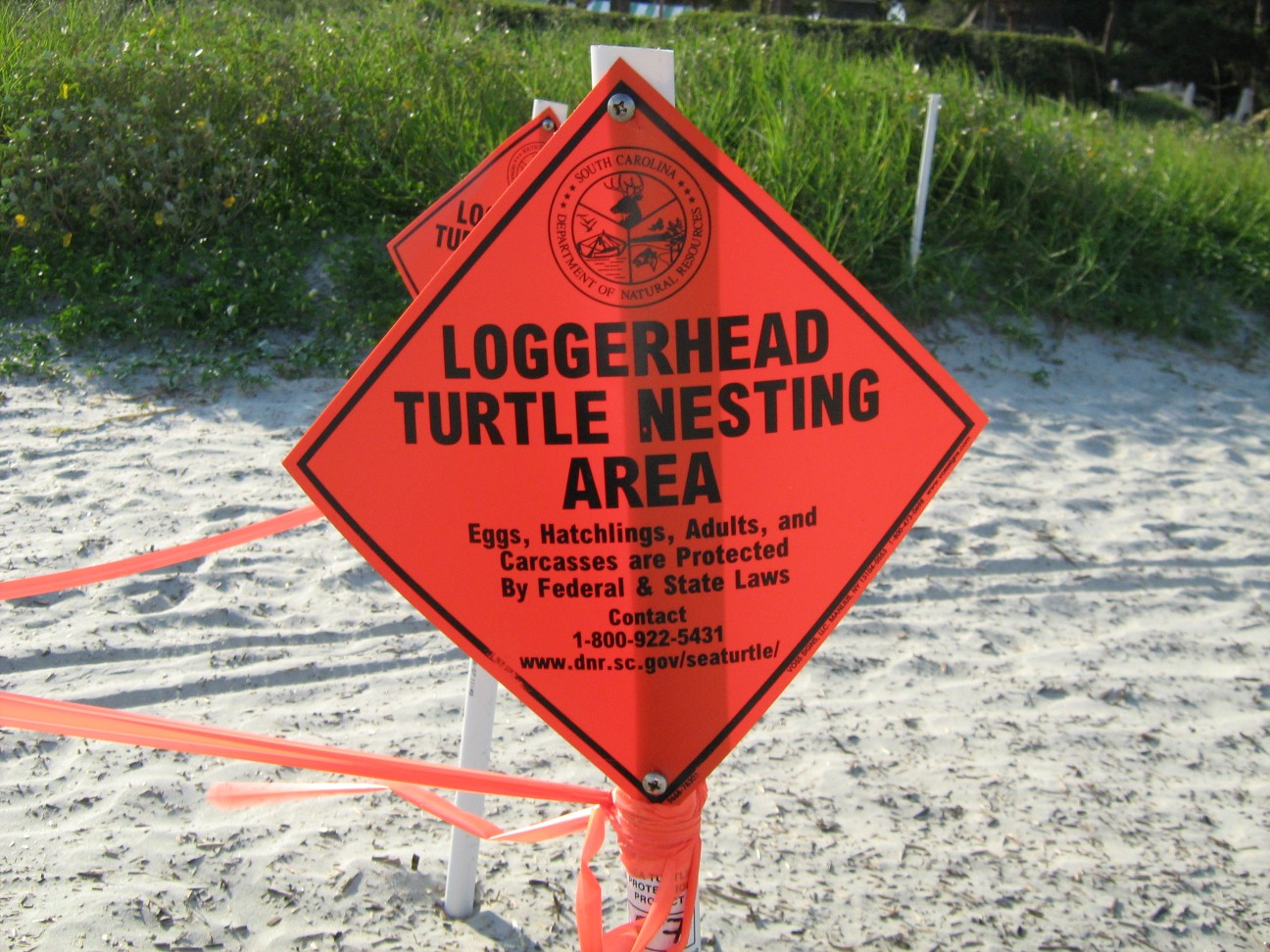
Zona de nidificação de tartarugas-marinhas-comuns, delimitada como parte dum projecto de conservação na ilha Hilton Head

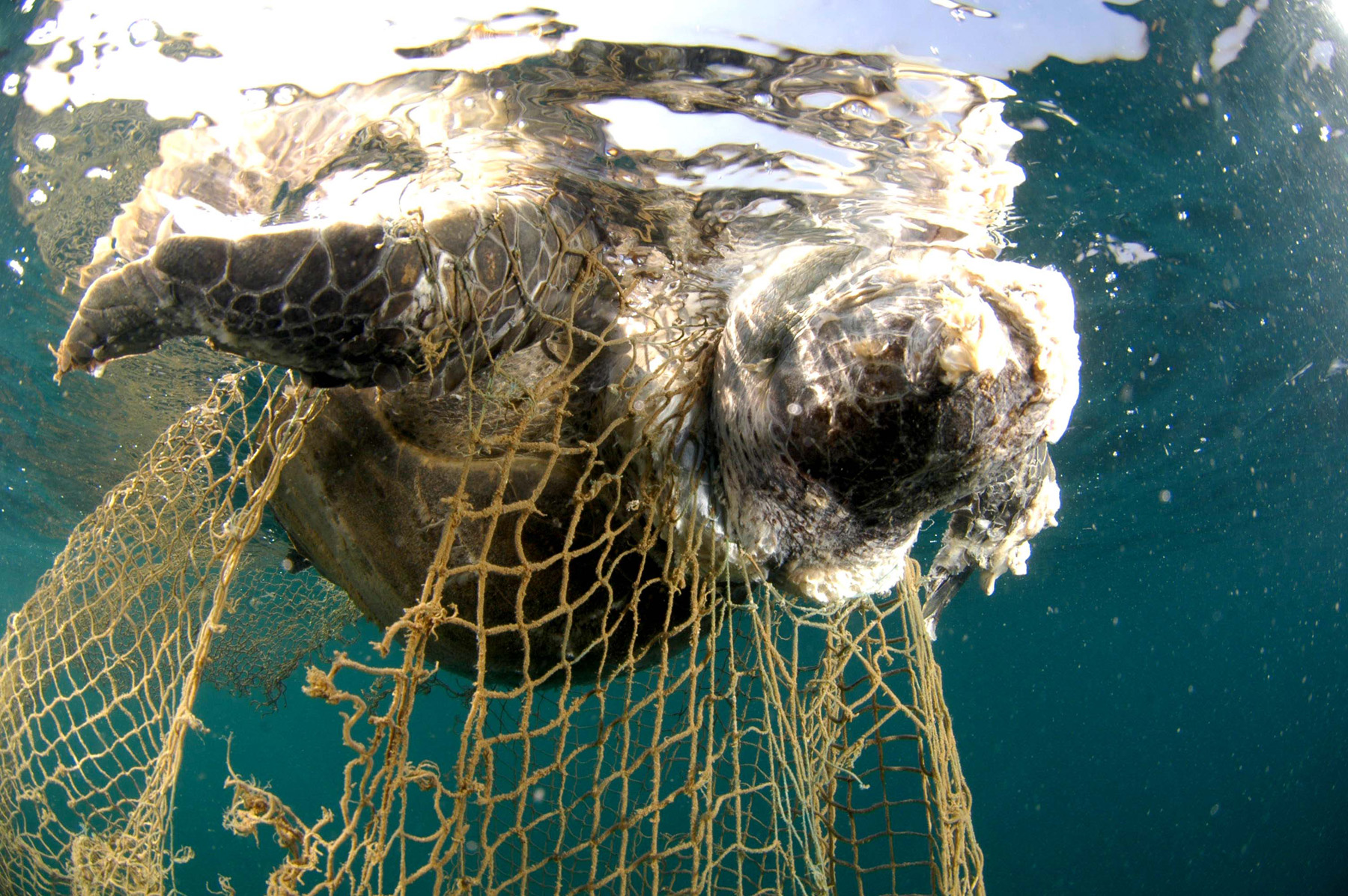
Tartaruga marinha, afogada ao ficar enredada

As tartarugas-marinhas-comuns foram caçadas intensamente pela sua carne e ovos. Apesar de a caça ter diminuído devido à legislação internacional que as protege, ainda se consome carne e ovos de tartaruga nos países onde não se fazem cumprir estritamente as leis. No México, por exemplo, os ovos de tartaruga são um prato comum, e os habitantes da região afirmam que os ovos são um afrodisíaco. O consumo de ovos ou carne de tartaruga pode provocar graves doenças devido às bactérias daninhas que podem conter, como Pseudomonas aeruginosa e Serratia marcescens, e pelos altos níveis de metais pesados que se concentram como resultado da bioacumulação.
A costa ocidental dos Estados Unidos faz parte dum corredor migratório essencial para as tartarugas-marinhas-comuns do Pacífico, pelo qual cruzam o Pacífico desde as zonas de nidificação no Japão até a costa da Califórnia. Por meio de estudos de telemetria descobriram-se importantes habitats de alimentação para os juvenis localizados no centro do Pacífico Norte. Nestes habitats foram encontrados acessórios de pesca à escala industrial que ocupam as zonas de alimentação (com redes de emalhar de deriva no passado, e atualmente com palangres) o que aumenta os níveis de captura acidental destas tartarugas. Muitas destas tartarugas juvenis concentram-se nas costas da Baixa Califórnia do Sul e México, em que a pesca costeira a pequena escala aumenta o risco de morte das tartarugas; os pescadores confirmaram a captura acidental de dezenas destas tartarugas diariamente feita por embarcações com aparelhos de redes de arrasto para a pesca no fundo marinho. O método de pesca comercial mais comum responsável pela captura acidental destas tartarugas é a pesca por arrasto dos barcos camaroneiros no golfo de Califórnia. Estima-se que em 2000, morreram entre 2 600 e seis mil tartarugas-marinhas-comuns apenas com uso de palangres pelágicos no Pacífico.
No mar aberto, os aparelhos de pesca constituem a maior ameaça para as tartarugas-marinhas-comuns. Estas frequentemente enredam-se em redes de emalhar ou ficam presas em palangres. Segundo um relatório de 2009 do Serviço de Pesca dos Estados Unidos, a principal ameaça para estas tartarugas no Pacífico Norte é o afogamento ao ficarem presas em palangres e redes de emalhar. Também ficam presas em armadilhas, nassas, redes de arrasto ou são vítimas de dragas. A implantação de dispositivos de exclusão de tartarugas nas redes e noutras armadilhas pode reduzir o número de tartarugas aprisionadas acidentalmente.[carece de fontes?]
A cada ano são despejadas perto de 24 mil toneladas métricas de plástico no mar. As tartarugas ingerem uma ampla gama destes restos flutuantes, como sacos, panos, granulados, balões e linhas de pesca abandonadas. As tartarugas podem confundir o plástico com medusas flutuantes, um alimento comum. O plástico ingerido provoca vários problemas de saúde, desde a obstrução intestinal até à redução da capacidade de absorção de nutrientes e má-nutrição, asfixia, úlceras ou fome. Além disso, os plásticos ingeridos libertam compostos tóxicos, como bifenilos policlorados, que podem acumular-se nos tecidos internos e afectar aos ovos. Estas toxinas podem provocar o desgaste das cascas dos ovos, danificar os tecidos, ou alterar comportamentos naturais do animal.
A iluminação artificial nas praias desalenta a ninhada e interfere com a habilidade dos recém-nascidos de se dirigirem ao mar. As fêmeas preferem aninhar em praias sem iluminação artificial. Nas praias exploradas, é frequente ver ninhos agrupados em torno de edifícios altos, possivelmente porque bloqueiam as fontes de luz artificial. Em circunstancias normais as crias são atraídas pela reflexão das estrelas e da lua sobre a superfície da água do mar. Confundidas pela luz artificial, dirigem-se para terra adentro, longe da protecção da água, expondo-as à desidratação e à predação assim que o sol nasce. A cada ano a iluminação artificial é responsável por dezenas de milhares de mortes de recém-nascidos.
A invasão e destruição do habitat causada pelos humanos é outra ameaça para as tartarugas marinhas. Sem eles as praias de nidificação são praias de areia abertas e largas, que se estendem por terra além da linha da maré alta. Porém, nas praias exploradas costuma haver construções acima da linha de maré alta e privam às tartarugas de sítios de nidificação apropriados, obrigando-as a nidificar cada vez mais perto da ressaca das ondas. A urbanização é muitas vezes a principal causa da sedimentação nas praias de areia, diminuindo a sua viabilidade como local de desova. A construção de docas e portos desportivos pode destruir os habitats próximos à costa. O trânsito marítimo e a dragagem podem degradar o habitat e ferir ou matar às tartarugas quando os barcos as atropelam.
As variações anuais das temperaturas climáticas podem afectar a proporção de machos e fêmeas entre os recém-nascidos, uma vez que a temperatura do ninho determina o sexo das crias. As temperaturas elevadas podem fazer com que os coeficientes do sexo estejam inclinados para as fêmeas. Os sítios de nidificação que foram expostos a temperaturas invulgarmente quentes num período de três anos, provocaram um crescimento de fêmeas de 87 a 99%. Isto é motivo de preocupação pela relação entre as rápidas mudanças da temperatura global e o risco de extinção da população de tartarugas-marinhas-comuns. Um dos efeitos a nível local é o provocado pela construção de edifícios altos perto das praias, que reduzem a exposição ao sol e diminuem a temperatura da areia, o que leva a uma mudança nas proporções dos sexos, aumentando a percentagem de machos.

### Atividades de conservação

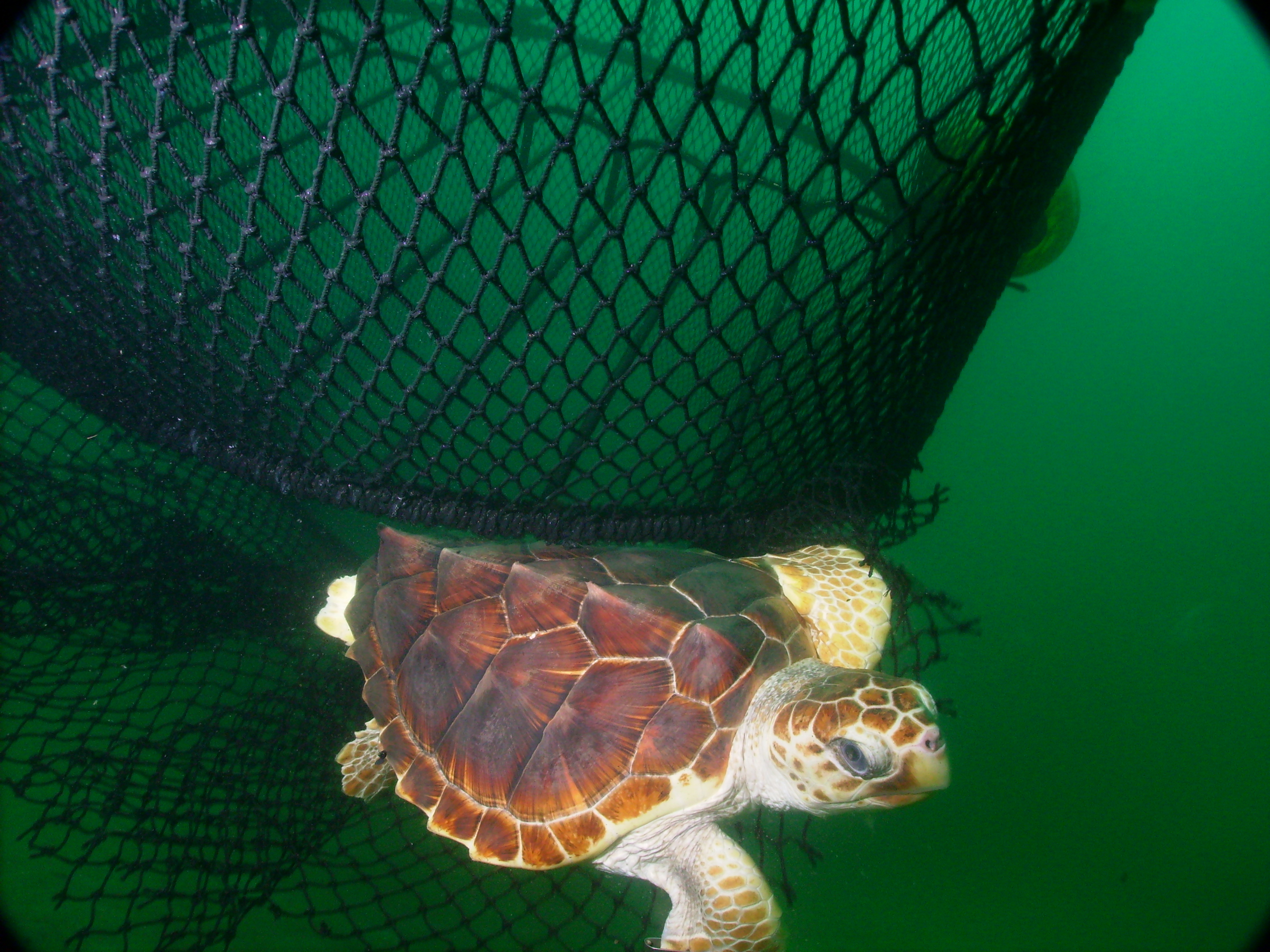
tartaruga-marinha-comum que escapa de uma rede através de um dispositivo de exclusão de tartarugas

Como esta tartaruga tem uma área de distribuição muito extensa, a sua conservação requer um esforço de cooperação internacional. Está classificada como uma espécie em perigo de extinção pela União Internacional para a Conservação da Natureza (UICN) em sua Lista Vermelha e está incluída no Apêndice I da Convenção sobre o Comércio Internacional de Espécies Ameaçadas (CITES), pelo qual o comércio internacional desta espécie é considerado ilícito. Nos Estados Unidos, o Serviço de Pesca e Vida Selvagem e o Serviço Nacional de Pesca Marinha classificam-na como espécie ameaçada no marco da Lei de Espécies Ameaçadas. Na Austrália é considerada uma espécie em perigo de extinção. A convenção sobre a conservação das espécies migratórias de animais selvagens aplica-se também à conservação da tartaruga-marinha-comum na costa atlântica da África, e no Oceano Índico e Sudeste Asiático. No Japão, a Associação de Tartarugas Marinhas do Japão trabalha para a conservação destas tartarugas, e na Grécia a Sociedade para a Protecção da Tartaruga Marinha (ARCHELON). Na ilha de Zacinto, as autoridades gregas não permitem que os aviões levantem voo ou aterrem durante a noite para proteger as tartarugas aninhadoras. Em Omã a Fundação de Investigação Marinha trabalha para a sua conservação. Está também protegida pelo Anexo 2 do Protocolo relativo às Áreas e Vida Selvagem Especialmente Protegidas do Convenção de Cartagena, que trata sobre a contaminação que pode prejudicar aos ecossistemas marinhos. No mundo inteiro existem organizações conservacionistas que trabalharam juntamente com a indústria da pesca de arraste para desenvolver um dispositivo de exclusão de tartarugas para evitar a captura acidental de tartarugas marinhas. Estes dispositivos são obrigatórios para todos os camaroneiros.
No Brasil, a espécie consta em várias listas de monitoria da situação: em 2005, foi classificada como vulnerável na Lista de Espécies da Fauna Ameaçadas do Espírito Santo; em 2010, sob a rubrica de "dados insuficientes" no Livro Vermelho da Fauna Ameaçada no Estado do Paraná; em 2011, como em perigo na Lista das Espécies da Fauna Ameaçada de Extinção em Santa Catarina; em 2014, como em perigo no Livro Vermelho da Fauna Ameaçada de Extinção no Estado de São Paulo e vulnerável na Lista das Espécies da Fauna Ameaçadas de Extinção no Rio Grande do Sul; em 2017, como em perigo na Lista Oficial das Espécies da Fauna Ameaçadas de Extinção do Estado da Bahia; e em 2018, como em perigo na Lista Vermelha do Livro Vermelho da Fauna Brasileira Ameaçada de Extinção do Instituto Chico Mendes de Conservação da Biodiversidade (ICMBio) e vulnerável na Lista das Espécies da Fauna Ameaçadas de Extinção no Estado do Rio de Janeiro.
Durante a época de nidificação, os trabalhadores e voluntários de organizações conservacionistas vigiam a costa para identificar ninhos de tartarugas, e os cientistas também saem durante a noite na procura de fêmeas receptivas para marcá-las, e para examiná-las e adquirir amostras de tecidos. Os voluntários podem, em certas condições, realocar os ninhos para proteger os ovos de possíveis ameaças, como as marés altas da primavera e de predadores, e vigiam os ninhos quotidianamente para assegurarem que não houve alterações. Depois da eclosão dos ovos, os voluntários abrem o ninho para contar os ovos não que não eclodiram, e as criações que morreram. As restantes crias vivas são libertadas ou levadas para instalações de investigação. Normalmente, as crias que morrem são as que lhes falta vitalidade e que não são capazes de escavar à superfície. O trajecto dos recém-nascidos desde o ninho até ao mar serve para desenvolver a sua força necessária para a natação. Ajudar as crias a alcançarem o mar só irá  ignorar este exercício de adaptação do físico e diminuir as suas chances de sobrevivência. Nos Estados Unidos esta espécie foi declarada réptil oficial do estado de Carolina do Sul e também réptil oficial de água salgada do estado de Flórida.

## Galeria

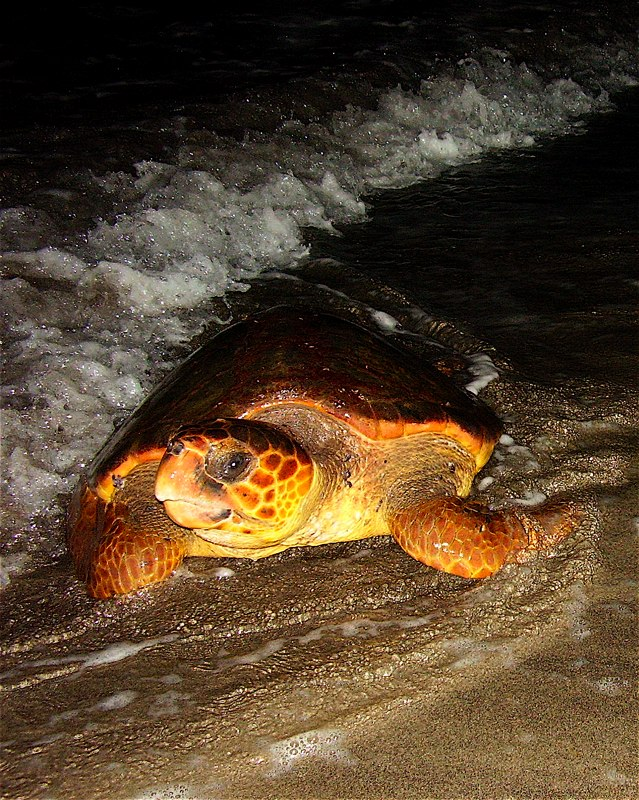
Tartaruga prepara-se para subir à praia para desovar
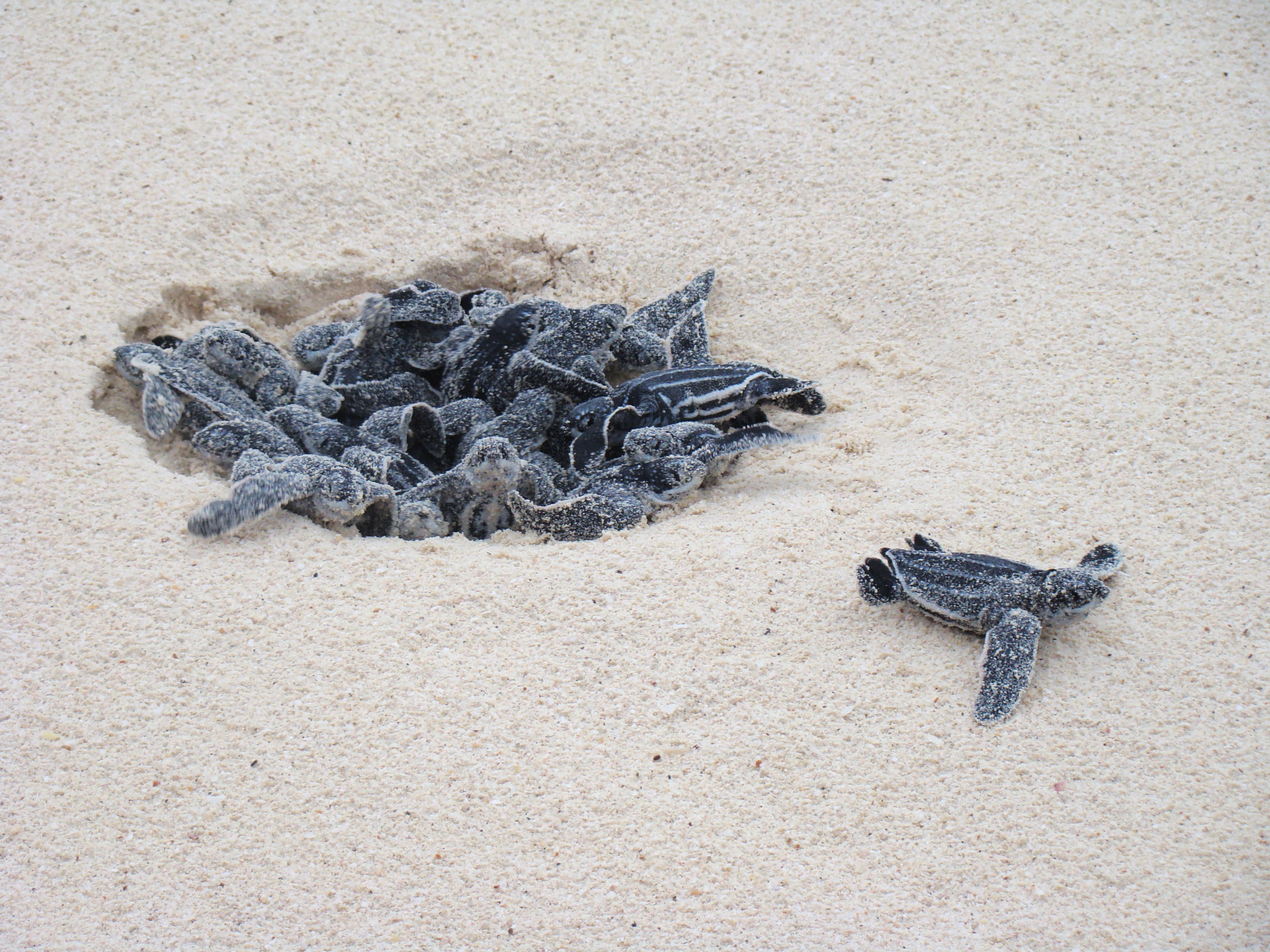
Crias saem do ninho depois de eclodirem dos ovos
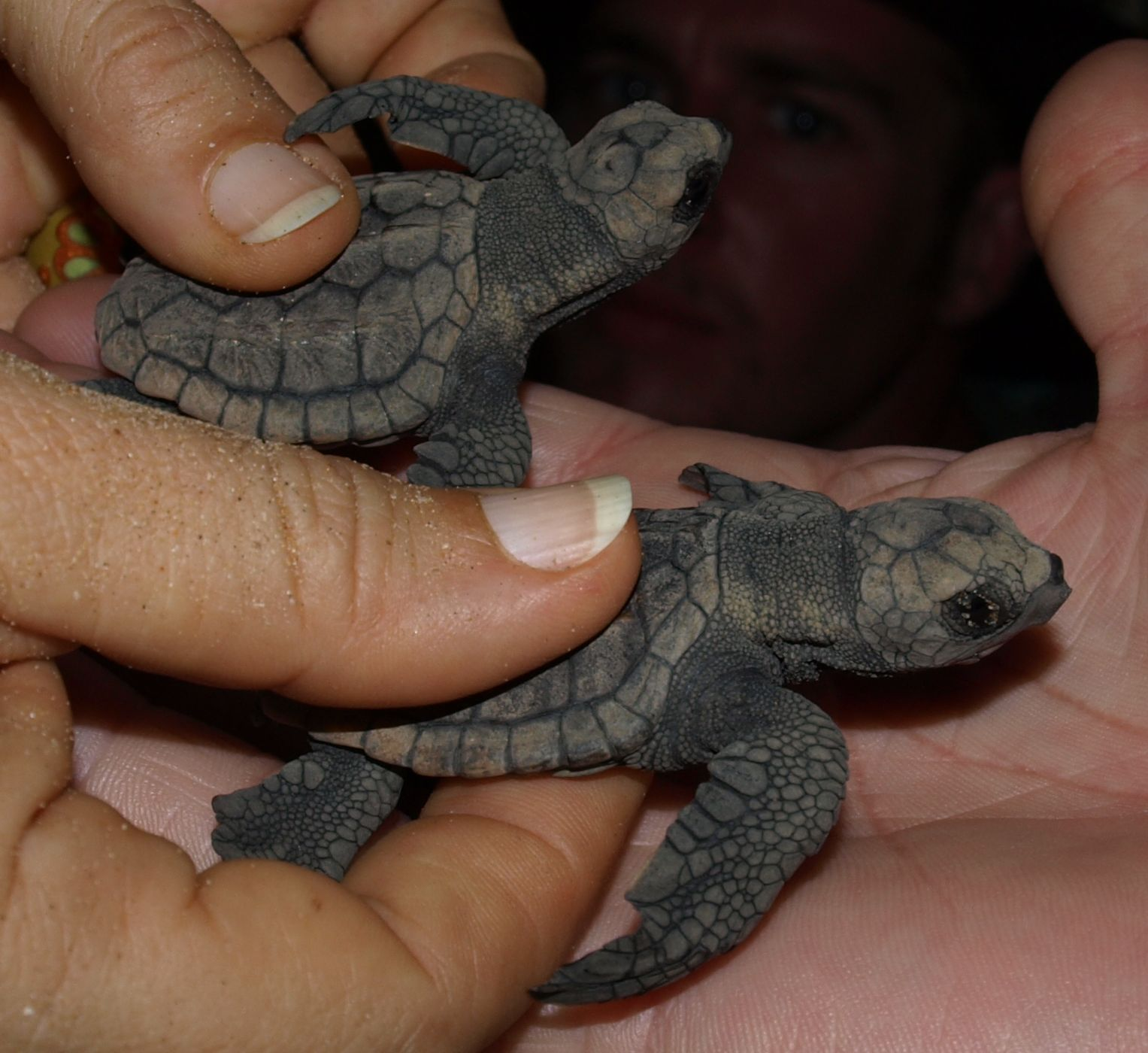
Crias de tartaruga-marinha-comum
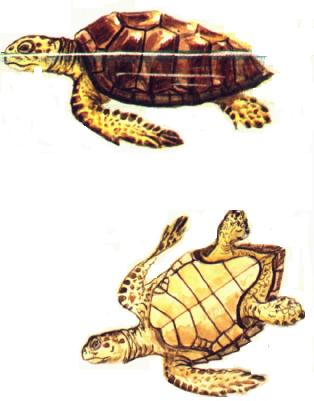
Representação duma tartaruga-marinha-comum
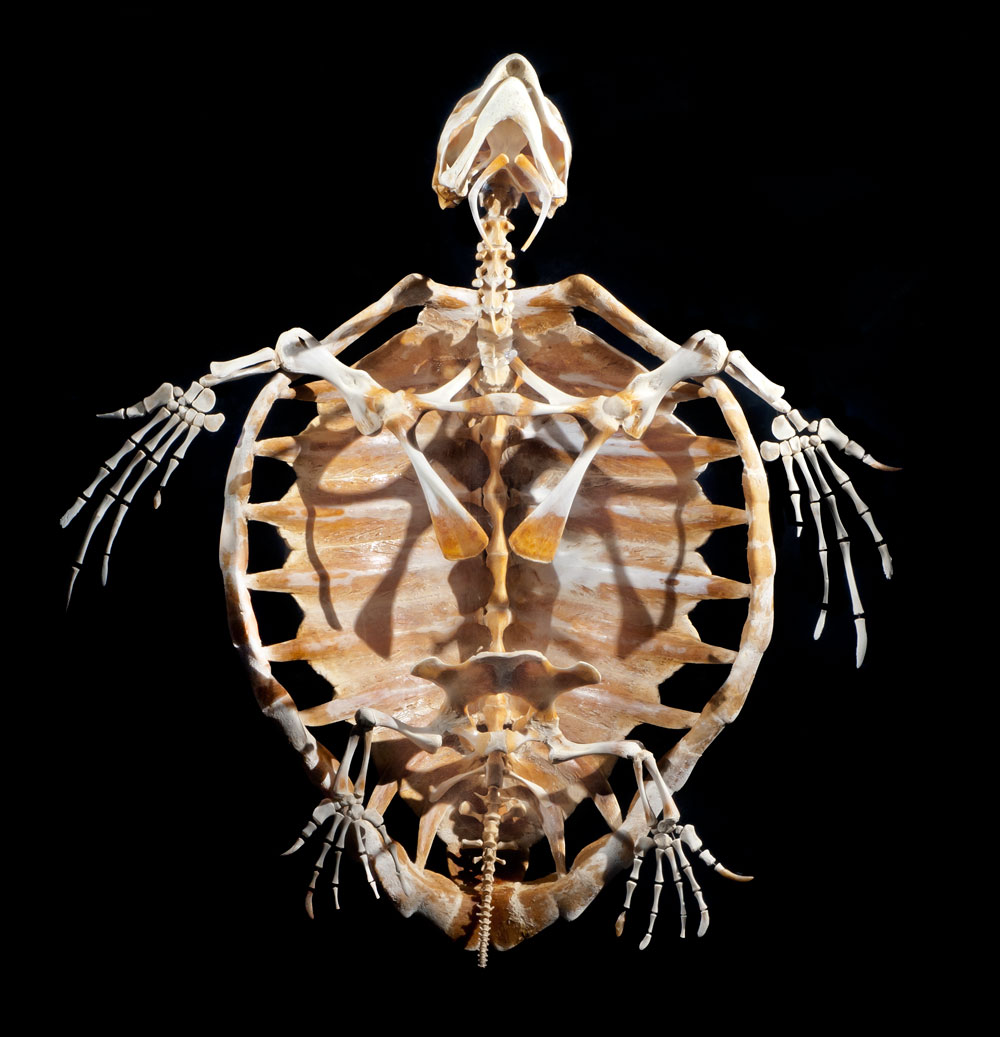
Esqueleto de tartaruga-marinha-comum, vista ventral
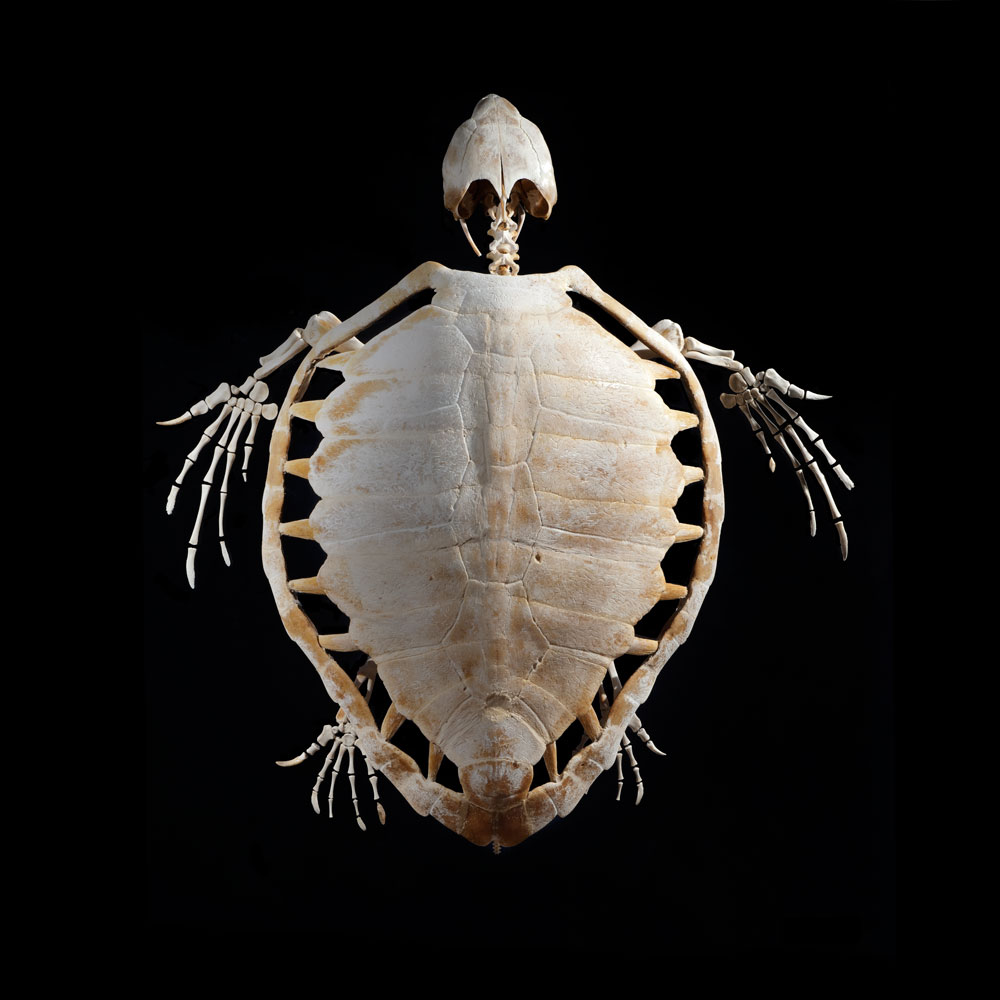
Esqueleto de tartaruga-marinha-comum, vista dorsal

## Leitura complementar
- Bolten, Alan B.; Witherington, Blair E. (2003). Loggerhead Sea Turtles. Washington, D.C.: Smithsonian Books. ISBN 1-58834-136-4
- Lutz, Peter L.; Musick, John A.; Wyneken, Jeanette (1997). The Biology of Sea Turtles. 1. Boca Ratón, Flórida: CRC Press. ISBN 0-8493-8422-2
- Lutz, Peter L.; Musick, John A.; Wyneken, Jeanette (2003). The Biology of Sea Turtles. 2. Boca Ratón, Flórida: CRC Press. ISBN 0-8493-8422-2
- Gulko, D.; Eckert, K.L. (2004). Sea Turtles: An Ecological Guide. Honolulu, Hawai’i: Mutual Publishing. ISBN 1-56647-651-8